# Diecezja centralna Polskiego Narodowego Kościoła Katolickiego
Diecezja centralna – jedna z 5. diecezji Polskiego Narodowego Kościoła Katolickiego w Stanach Zjednoczonych i Kanadzie, ze stolicą w Scranton. Od 2012 r. ordynariuszem diecezji jest bp Bernard Nowicki. Biskupem seniorem diecezji jest bp em. Antoni Rysz. Diecezja dzieli się na 5. dekanatów/senioratów:
- seniorat Filadelfia PNKK - ks. sen. Edward Ratajack
- seniorat Mohawk Valley PNKK - ks. sen. Walter Madej
- seniorat Nowy Jork-New Jersey PNKK - ks. sen. Grzegorz Młudzik
- seniorat Plymouth PNKK - ks. sen. Tadeusz Dymkowski
- seniorat Scranton PNKK - ks. sen. William Chromey

## Historia
Diecezja centralna PNKK stanowi kolebkę tego Kościoła w Stanach Zjednoczonych, chociaż jest to najpóźniejszy ośrodek niezależnego katolicyzmu polonijnego na przełomie XIX i XX wieku. Diecezja genezą swą sięga konfliktu jaki wybuchł w najstarszej polskiej parafii pw. Najsłodszego Serca Jezusa i Maryi w Scranton pomiędzy wiernymi a ks. proboszczem Ryszardem Austem. Wiernym początkowo szło o wgląd w fundusze parafialne. Wybrali więc spośród siebie komisję rewizyjną, która chciała przeprowadzić kontrolę gospodarczej działalności księdza. Udała się ona do proboszcza, a ten wyrzucił przybyłych za drzwi, a następnie zaczął z ambony znieważać wiernych. W tej sytuacji udano się do biskupa O’Hary aby uporządkował zaniedbaną parafię. Lekceważące potraktowanie przez biskupa prośby delegacji doprowadziło do ostrego konfliktu.
Młody ksiądz Franciszek Hodur i delegacja wiernych zawiozła petycję (podpisaną przez 5000 osób) do Rzymu (w lutym 1898 r.), by wręczyć ją papieżowi Leonowi XIII. Mając polecające listy od ks. Stojałowskiego przedstawił kurialistom rzymskim sprawę ucisku i wyzysku polskiego ludu w Ameryce. Nadzieje okazały się płonne. Odpowiedź Rzymu była negatywna. Gdy tak stanęła sprawa, to na zwołanym zgromadzeniu parafialnym 18 września 1898 r. scrantonianie jednomyślnie (uczestniczyło ok. 400 osób) postanowili nie wracać pod jurysdykcję biskupów rzymskich. W odpowiedzi na to, jak zresztą można było z góry przewidzieć, w dniu 2 października 1898 r. biskupi rzymskokatoliccy (bp ordynariusz O’Hara i jego pomocnik bp Hoban) rzucili na ks. Hodura „klątwę kościelną”, która objęła również wszystkich jego „zbuntowanych parafian”.
Franciszek Hodur był świadom tego, że młody ruch religijny, któremu przewodził, będzie miał szanse szerszego rozwoju, jeżeli na czele stanie duchowny z sakrą biskupią. Podjęto próby nawiązania kontaktów z biskupami starokatolickimi w Europie Zachodniej. Tamtejsi biskupi nie podzielili poglądu wspólnoty scrantoniańskiej co do potrzeby ustanowienia drugiego biskupa starokatolickiego w USA. W tym czasie bowiem działał już od 21 listopada 1897 r. jako biskup starokatolicki Antoni Kozłowski. Włączenie PNKK w europejski nurt starokatolicyzmu nastąpiło z chwilą nadania sakry biskupiej ks. Hodurowi 29 września 1907 r. w Utrechcie przez starokatolickiego arcybiskupa Gerardusa Gula.
Po zjednoczeniu się Diecezji Starokatolickiej w Chicago z ośrodkiem scrantońskim oraz po przejściu pod jurysdykcję biskupa Hodura niezależnego ośrodka w Buffalo, Polski Narodowy Kościół stał się jedynym reprezentantem polskiego niezależnego ruchu religijnego w Stanach Zjednoczonych. W 1926 roku zawiązano centralną diecezję Polskiego Narodowego Kościoła Katolickiego z siedzibą w Scranton.
- Źródło: Historia diecezji centralnej na stronach Kościoła Polskokatolickiego w RP (dostęp internetowy w dn: 30.07.2011)